# 반퐁항
반퐁항(Vân Phong Port)은 베트남 카인호아성 냐짱 북쪽에 있는 반퐁만의 개발을 위해 계획된 심해항이다. 반퐁만은 자연 평균 깊이가 22~27m이며,  혼곰 반도에 의해 자연적으로 보호된다.
1단계 공사는 2009년 9월에 시작되었으며 최대 9,000TEU의 배와 16.5m의 배들을 다룰 수 있는 2개의 교각이 포함된다. 건설 후기 단계에는 15,000TEU 이상의 대형 컨테이너선을 받을 수 있는 시설이 포함될 것이다.
2011년 5월 항만 건설이 재개 날짜의 징후 없이 중단됐다. 뉴스 보도에 따르면 이 프로젝트를 위해 자본을 동원하는 것이 어려웠고 예상치 못한 지질학적 문제로 인해 적재 설계에 오류가 발생했다고 한다. 현재까지 전체 적재량의 6%만이 완성되었다.
41개의 부두를 건설하기 위한 다음 단계는 2020년 전에 연간 1,700만 TEU를 처리할 수 있다.